# Герцог Лерма

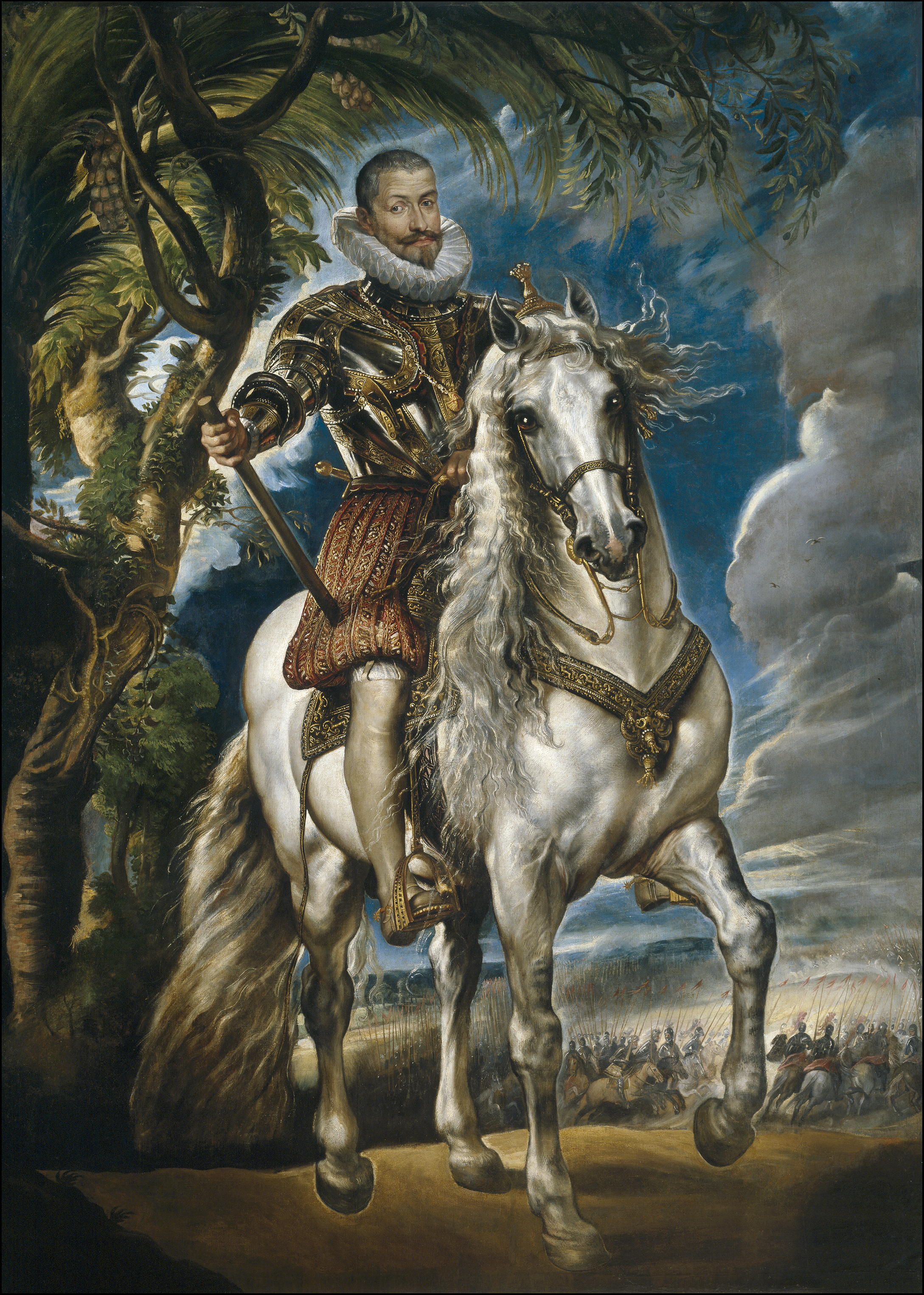
Франсиско Гомес де Сандоваль, 1-й герцог Лерма, автор портрета — Питер Пауль Рубенс

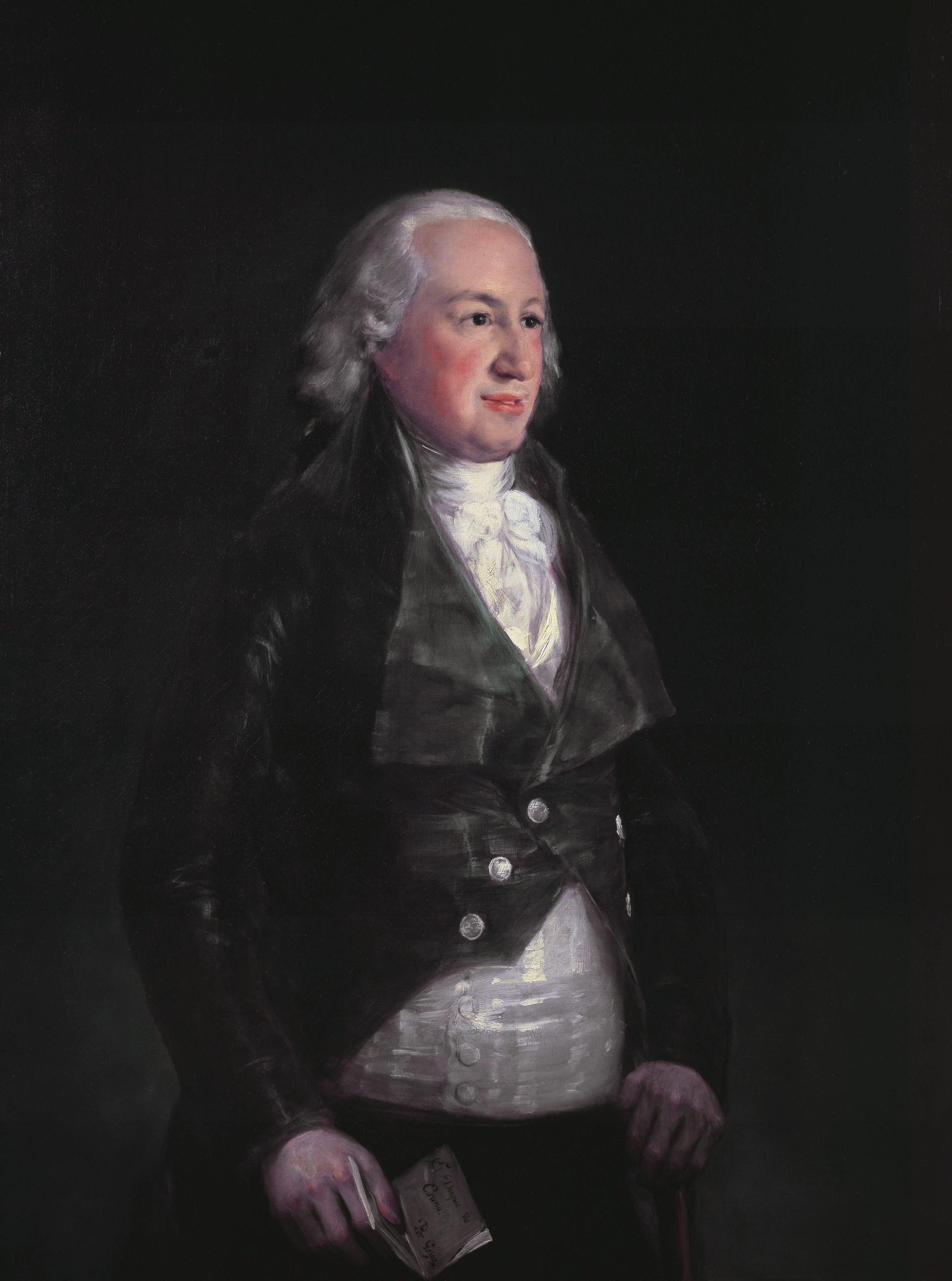
Педро де Алькантра Тельес-Хирон и Бофорт Спонтин, 11-й герцог Осуна (1810—1844)

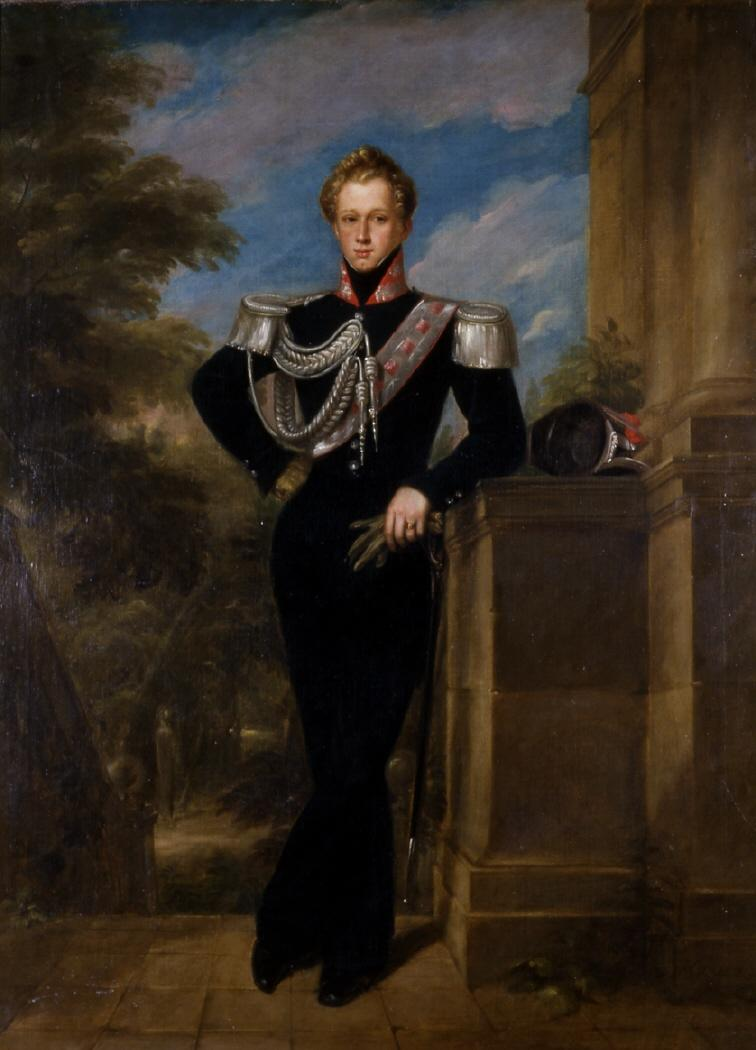
Мариано Тельес-Хирон, 12-й герцог де Осуна (1814—1882), 1833 год.

Герцог Лерма (исп. duque de Lerma) — наследственный аристократический титул в Испанском королевстве. Он был создан 11 ноября 1599 года королем Филиппом III для своего фаворита Франсиско Гомеса из рода Сандовалей, чьи предки на протяжении нескольких предшествующих поколений (с 1484 г.) носили титул маркиза Дения (исп. marqués de Denia).
Название титула происходит от названия муниципалитета Лерма в провинции Бургос, автономное сообщество Кастилия и Леон, где 1-й герцог Лерма выстроил свой дворец.
Со смертью в 1651 году правнучки 1-го герцога титул покинул род Сандовалей и на протяжении последующих столетий «путешествовал» из рода в род. Его последовательно носили представители семейств Кардона (ветвь герцогов Сегорбе), Сильва (ветвь герцогов Инфантадо), Тельес-Хирон (ветвь герцогов Осуна) и Кордоба.
2 декабря 1726 года король Филипп V пожаловал 8-му герцогу Лерма достоинство гранда Испании 1-го класса.

## Список герцогов Лерма
|                     | Титул | Период                 |
| Креация Филиппа III | Креация Филиппа III | Креация Филиппа III    |
| ------------------- | --- | ---------------------- |
| I                   | Франсиско Гомес де Сандоваль и Рохас, 1-й герцог Лерма (1553 — 17 мая 1625), сын Франсиско Гомеса де Сандоваля Рохаса и Суньиги, 4-го маркиза де Дениа (ок. 1540—1574), и Изабель де Борха (1532—1558) | 1599—1625              |
| II                  | Франсиско Гомес де Сандоваль и Падилья, 2-й герцог де Лерма (июль 1598 — 13 ноября 1635), старший сын Кристобаля де Сандоваля и Рохаса, 1-го герцога де Уседа (1577—1624), и Марианы де Падилья и Асуна, 5-й графини де Санта-Гадеа (ок. 1575—1611), внук предыдущего | 1625—1635              |
| III                 | Мариана Гомес де Сандоваль и Энрикес де Кабрера, 3-я герцогиня де Лерма (18 ноября 1614 — 12 марта 1651), старшая дочь предыдущего и Феличе Энрикес, супруга Луиса Рамона Фолька де Кардона де Арагон и де Фернандеса де Кордова, 6-го герцога де Сегорбе (1608—1670) | 1635—1651              |
| IV                  | Амбросио де Арагон и Сандоваль, 4-й герцог де Лерма (10 декабря 1650 — 29 декабря 1659), младший сын Луиса Рамона де Кардоны де Арагона и де Фернандеса де Кордовы, 6-го герцога де Сегорбе, и Марианы Изабель де Сандоваль Рохас Манрике де Падилья и Асуна, 3-й герцогини де Лерма | 1651—1659              |
| V                   | Каталина де Арагон и Сандоваль, 5-я герцогиня де Лерма (21 марта 1635 — 16 февраля 1697), старшая дочь Луиса Рамона де Кардоны де Арагона и де Фернандеса де Кордовы, 6-го герцога де Сегорбе, и Марианы Изабель де Сандоваль Рохас Манрике де Падилья и Асуна, 3-й герцогини де Лерма, старшая сестра предыдущего. Супруга Хуана Франсиско Томаса де ла Серда, 8-го герцога де Мединасели (1637—1691)      | 1660—1668              |
| VI                  | Каталина Гомес де Сандоваль и Мендоса, 8-й герцогиня де Инфантадо, 6-я герцогиня де Лерма (1616 — июль 1686), дочь Диего Гомеса де Сандоваля (ум. 1632) и Рохаса и Луизы де Мендосы и Мендосы, 9-й графини де Салдана (1582—1619), внучка 1-го герцога Лермы. Супруга Родриго де Сильва и Мендоса, 4-го герцога де Пастрана (1614—1675)                                                                     | 1668—1686              |
| VII                 | Грегорио де Сильва и Мендоса, 9-й герцог де Инфантадо, 7-й герцог де Лерма (24 апреля 1649 — 1 сентября 1693), второй сын предыдущих | 1686—1693              |
| VIII                | Хуан де Диос де Сильва и Харо, 10-й герцог де Инфантадо, 8-й герцог де Лерма (13 ноября 1672 — 9 декабря 1737), сын предыдущего и Марии Мендес де Харо и Фернандес де Кордобы (ок. 1650—1693) | 1693—1737              |
| IX                  | Мария Франсиска де Сильва и Гутьеррес де лос Риос, 11-я герцогиня де Инфантадо, 7-я герцоня де Пастрана и 11-я герцогиня де Лерма (23 января 1707 — 5 февраля 1770), дочь предыдущего и Марии Терезы Гутьеррес де лос Риос Запата и Гусман (ум. 1737). Супруга Мигеля Альвареса де Толедо, 10-й маркиза де Тавара, графа де Вильада (ум. 1734)                                                              | 1737—1770              |
| X                   | Педро Алькантара Альварес де Толедо и Сильва, 12-й герцог де Инфантадо и 10-й герцог де Лерма (27 декабря 1729 — 10 июня 1790), старший сын предыдущих | 1770—1790              |
| XI                  | Педро Алькантара Альварес де Толедо и Сальм-Сальм, 13-й герцог де Инфантадо, 11-й герцог де Лерма (20 июля 1768 — 27 ноября 1841), старший сын предыдущих | 1790—1841              |
| XII                 | Педро де Алькантара Тельес-Хирон и Бофорт Спонтин, 11-й герцог де Осуна, 12-й герцог де Лерма (10 сентября 1810 — 29 сентября 1844), старший сын Франсиско де Борха Тельес-Хирон и Пиментель, 10-го герцога де Осуна (1785—1820), и Марии Франсиски де Бофорт и Альварес де Толедо, графини де Бофорт-Спонтин (1785—1830))                                                                                  | 1841—1844              |
| XIII                | Мариано Тельес-Хирон и Бофорт Спонтин, 12-й герцог де Осуна, 13-й герцог де Лерма (19 июля 1814 — 2 июня 1882), младший брат предыдущего | 1844—1882              |
| XIV                 | Фернандо Мария де Константинопла Фернандес де Кордоба и Перес де Баррадас, 14-й герцог де Лерма (12 июня 1860 — 10 сентября 1936), третий сын Луиса Томаса де Вильянуэвы Фернандеса де Кордобы Фигероа и Понсе де Леон, 15-го герцога де Мединасели (1813—1873), и Анжелы Перес де Баррадас и Бернуй, 1-й герцогини де Тарифа (1827—1903)                                                                   | 1887—1936              |
| XV                  | Мария де ла Пас Фернандес де Кордоба и Фернандес де Хенестроса, 15-я герцогиня де Лерма (22 января 1919 — 3 октября 1998), вторая дочь Луиса Хесуса Фернандеса де Кордобы и Салберта, 17-го герцога де Мединасели (1879—1956), от первого брака с Аной Марией Фернандес де Хенестроса и Гайосо де лос Кобос (1879—1939). Супруга Хосе Лариоса и Фернандеса де Вильявисенсио, маркиза де Лариоса (1910—1997) | 1952—1997              |
| XVI                 | Фернандо Лариос и Фернандес де Кордоба, 16-й герцог де Лерма (род. 6 апреля 1943), старший сын предыдущей | 1997 — настоящее время |